# Goczałkowice-Zdrój
Goczałkowice-Zdrój (deutsch Bad Gottschalkowitz oder Nieder Gottschalkowitz, bis 1913 Nieder Goczalkowitz) ist ein Kurort im Powiat Pszczyński der Woiwodschaft Schlesien in Polen.

## Bedeutung
Die Quellen in Goczalkowice und Jastrzemb beziehen ihren Salz-, Jod- und Bromgehalt aus marinem Miozän. Auf Initiative des Chirurgen Wilhelm Wagner errichtete der Oberschlesische Knappschaftsverein 1896 im Ort eine Heilanstalt.
Nach der Volksabstimmung in Oberschlesien kam das Dorf 1921 an Polen und wurde in Goczałkowice Dolne umbenannt. 1924 wurde Goczałkowice Gorne (Ober Gottschalkowitz) in den Ort eingegliedert. Seit 1932 trägt das Dorf mit Unterbrechung durch die deutsche Besatzung während des Zweiten Weltkrieges seinen heutigen Namen.
Der Ort ist seit 1992 Sitz der Gmina Goczałkowice-Zdrój. Auf ihrem Gebiet liegt der Goczałkowice-Stausee.

## Bilder

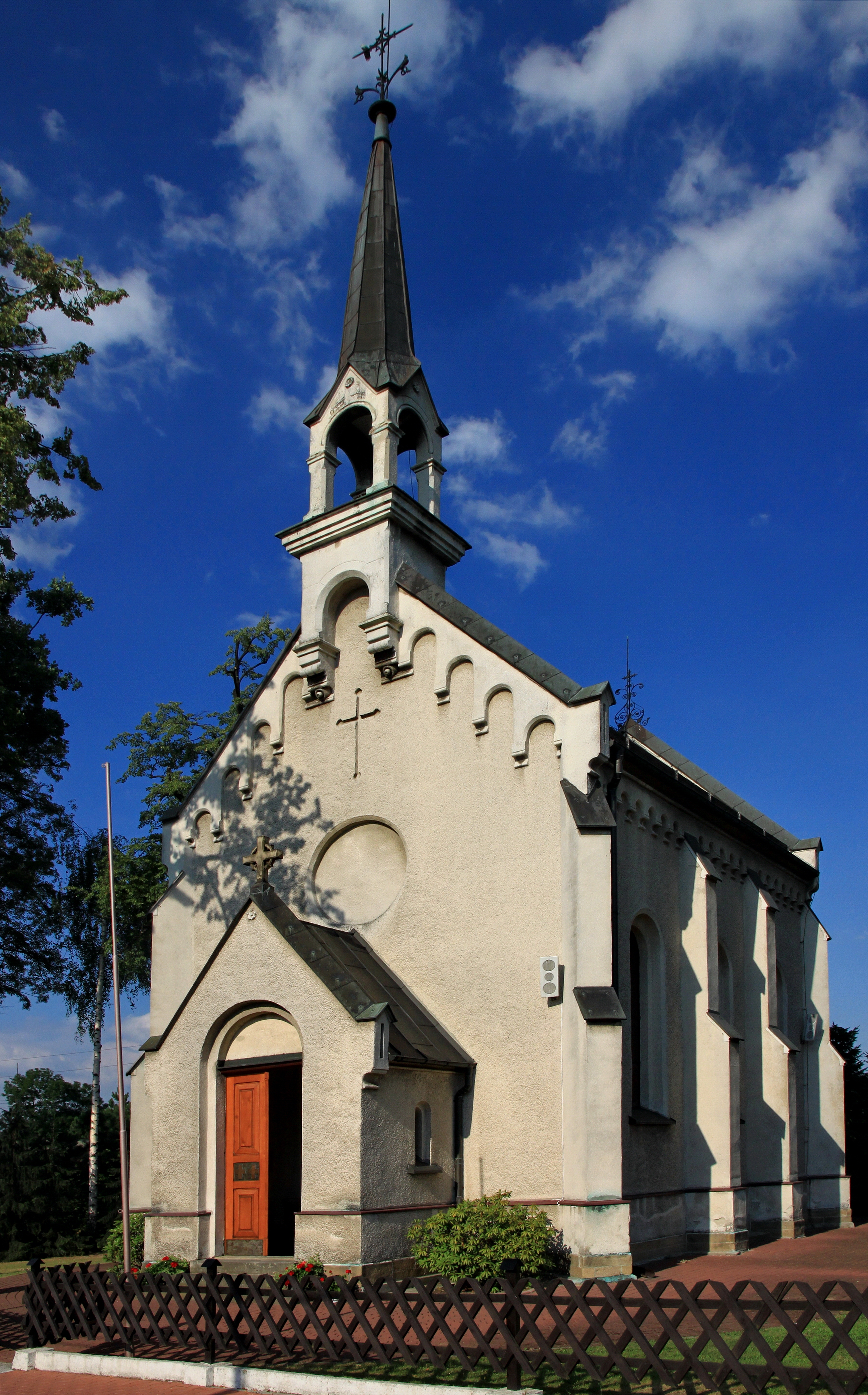
St.-Anna-Kapelle
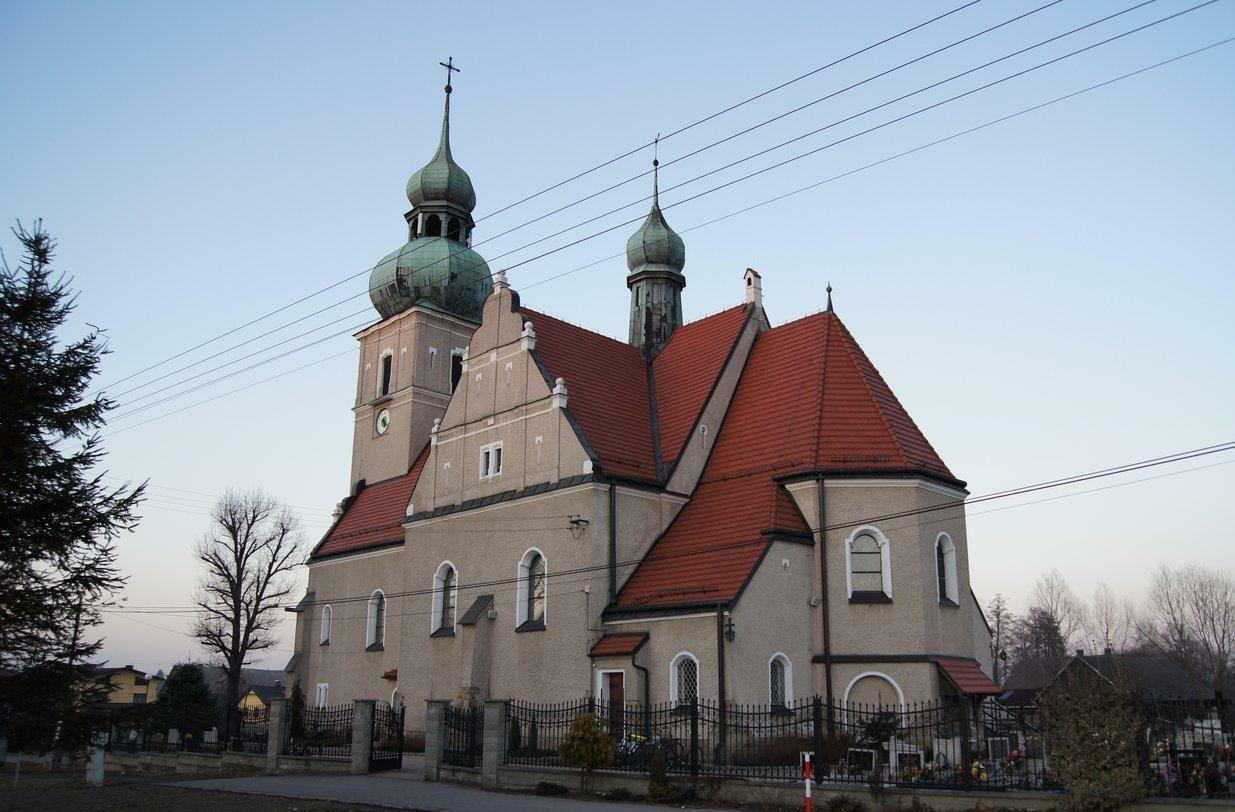
St.-Georg-Kirche
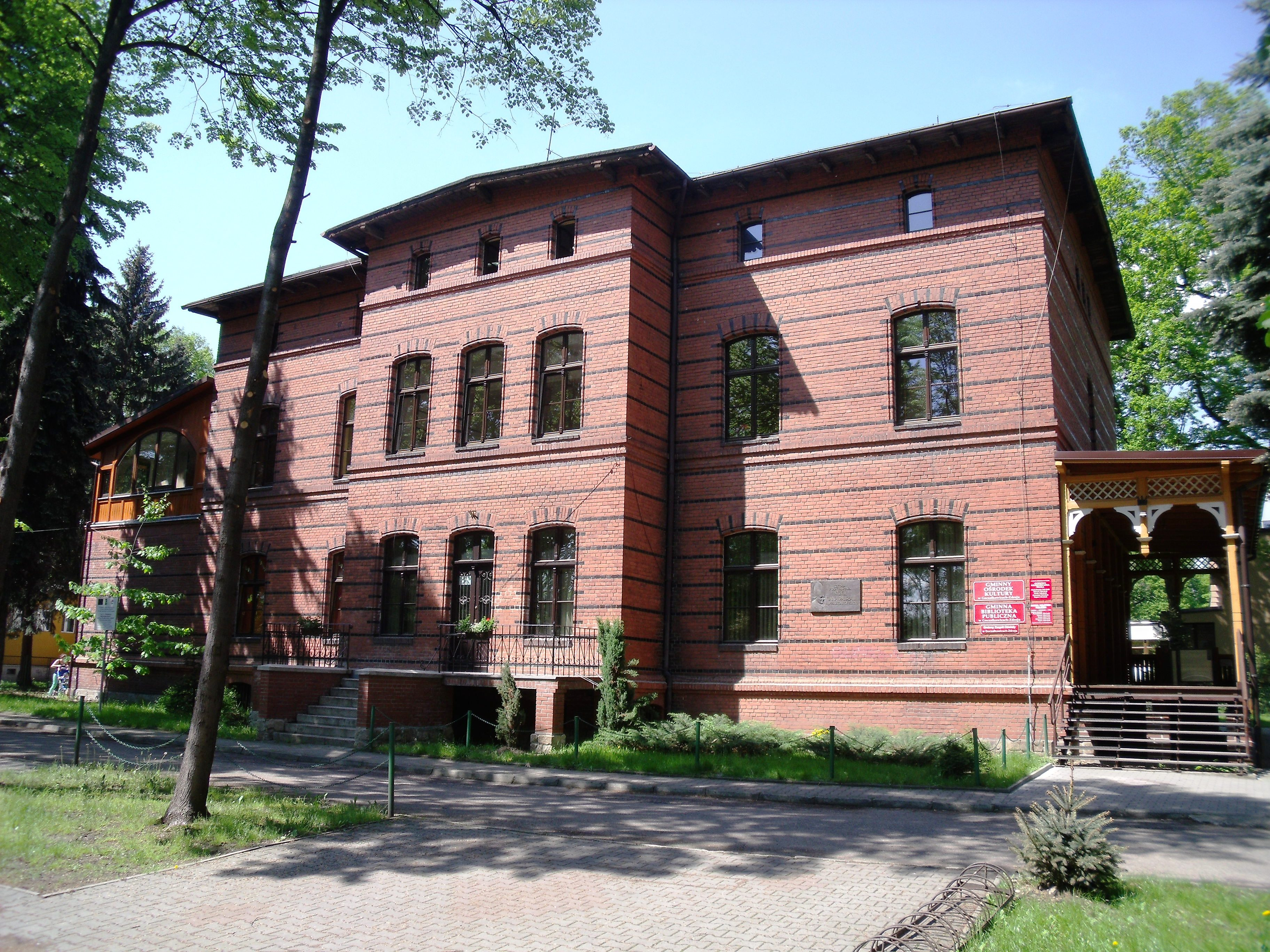
Kurpavillon „Górnik“, ehem. Heilanstalt
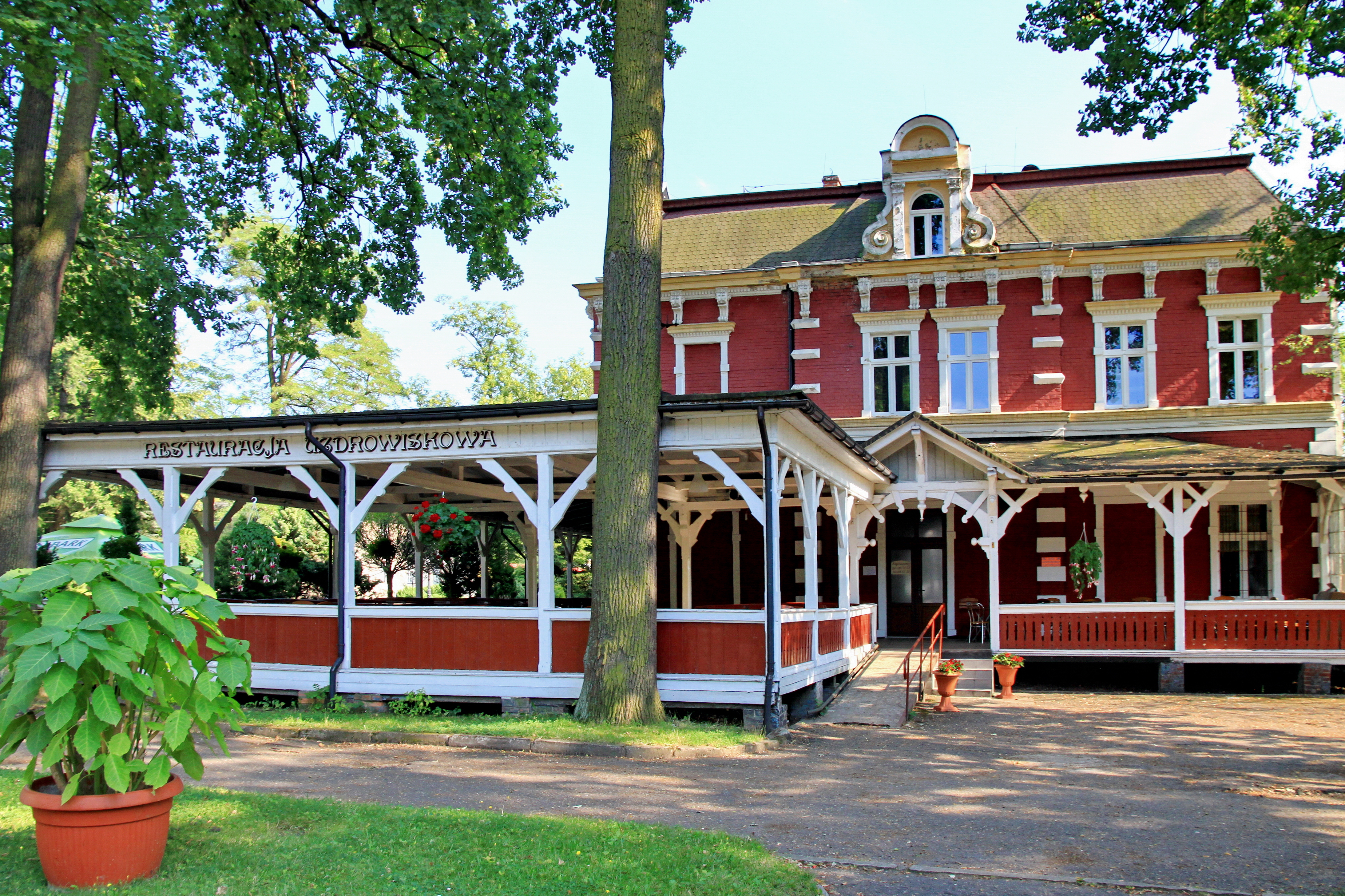
Kurverwaltung